# Isidoro di Rostov
Isidoro Tverdislov, (Costante di Parola) (Germania, ... – 1474), fu uno "Stolto in Cristo".

## Biografia
Nato in Germania da ricchi genitori, abbandonò ancora adolescente la famiglia e, "desiderando il Regno dei Cieli", distribuì i propri averi ai poveri. Abbigliatosi come un mendicante iniziò dunque a viaggiare per tutta l'Europa, fino a giungere alla città russa di Rostov, dove si convertì al cristianesimo ortodosso, nonostante fosse stato educato fin dall'infanzia al cattolicesimo. Qui scelse, come aveva fatto Procopio di Ustjug  un secolo prima, di diventare uno "Stolto in Cristo", denominazione con cui vengono indicati coloro che decidendo di vivere simulando la pazzia, in miseria e disprezzando il proprio corpo, credono poter meglio partecipare alla passione di Gesù.
A Rostov Isidoro costruì con le proprie mani una capanna in legno per ripararsi alla meglio dagli eventi atmosferici e lì si stabilì. Secondo la sua Vita, il santo passava la notte dentro la propria capanna in costante preghiera, dormendo e riposando pochissimo al fine di dedicare il proprio corpo a Dio; durante il giorno girava invece per la città simulando pazzia, ammonendo coloro che riteneva si stessero allontanando dalla parola di Dio e aiutando coloro che gli chiedevano aiuto, con i quali divideva i pochi beni ottenuti in carità. Morì nel 1474.

## Culto
Nel luogo dove fu sepolto fu costruita una chiesa, dedicata all'Ascensione del Signore, nella cui cripta si trovano tutt'oggi le sue reliquie. La tradizione popolare lo ritenne capace di spirito profetico e gli attribuì numerosi miracoli sia durante la vita che dopo la morte. 
Venerato dalla Chiesa ortodossa russa, che lo considera patrono dei marinai, è ricordato il 14 maggio.